# Gammelgaardsskolen
Gammelgaardsskolen er en fire-sporet skole i Åbyhøj som er en forstad til Århus. 
På nogle klassetrin er den fire-sporet, men siden 2020 er alle nye årgange fem-sporet. Der går over 1000 elever på skolen hvilket gør den til en af de største i Århus Kommune. Gammelgaardsskolen har bl.a. egen svømmehal, to idrætssale, stor boldbane og et stort mediatek. 

## Kendte elever
- Marc Johnson
- Anne Linnet
- Anne Dorthe Tanderup
- Frederik Krabbe
- Anders Winnerskjold

## Eksterne henvisning
Skolens officielle hjemmeside Arkiveret 30. juli 2007 hos  Wayback Machine
56°9′31.78″N 10°9′25.23″Ø / 56.1588278°N 10.1570083°Ø
|  | Denne artikel om en bygning eller et bygningsværk kan blive bedre, hvis der indsættes et (bedre) billede. Du kan hjælpe ved at afsøge Wikimedia Commons for et passende billede eller lægge et op på Wikimedia Commons med en af de tilladte licenser og indsætte det i artiklen. |

| Skole | Spire Denne artikel om en skole, en uddannelsesinstitution eller uddannelse er en spire som bør udbygges. Du er velkommen til at hjælpe Wikipedia ved at udvide den. |